# Cochlidium jungens
Cochlidium jungens är en stensöteväxtart som beskrevs av Luther Earl Bishop. Cochlidium jungens ingår i släktet Cochlidium och familjen Polypodiaceae. Inga underarter finns listade.